# Hollow Coves
Hollow Coves – zespół muzyczny grający muzykę Indie Folk.

## Ryan Henderson
Ryan Henderson – Jeden z członków zespołu Hollow Coves. Ryan dorastał w domu, w którym nie było zbyt dużo muzyki. Nikt nie grał u niego na instrumentach, ani nie śpiewał. Jednak jednego razu jego znajomi wzięli go na koncert "Woodford Folk Festival". Zagrali tam Angus & Julia Stone, a on zachwycił się tą i zaczął interesować się muzyką.

## Matt Carins
Matt Carins – Drugi z członków Hollow Coves. Dorastał on w rodzinie pełnej muzyki, w przeciwieństwie do Ryana. Siostra grała na pianinie, brat był w zespole grającym Alternatywny Rock, tata tworzył ze swoją ekipą covery i miał za sobą różne piosenki autorskie, a mama uczyła grać na flecie prostym i pianinie.

## Historia zespołu
Hollow Coves zaczął tworzyć muzykę, kiedy wspólny przyjaciel Carinsa i Hendersona poznał ich ze sobą. Akurat nie chcieli zbytnio rozpoczynać kariery muzycznej, chcieli tylko stworzyć kilka utworów. Tak więc kilka utworów opublikowali na platformie SoundCloud. Kiedy jedna z ich piosenek zdobyła 1.000.000 wyświetleń, zdecydowali rozpocząć karierę.

## Albumy, EP oraz Single
| Rok  | Album/EP/Singiel                    | informacje                                                    | Piosenki umieszczone tam |
| ---- | ----------------------------------- | ------------------------------------------------------------- | --- |
| 2014 | Drifting                            | Jest to ich pierwsza płyta, a właściwie EP. Zawiera 3 utwory. | The Woods, Home, Heatwave |
| 2017 | Wanderlust                          | Kolejne EP, zawiera 6 utworów.                                | Coastline, We Will Run, The Woods, Interlude, Home, These Memories                                                                |
| 2019 | Moments                             | Album posiadający 11 utworów.                                 | Anew, Moments, When We Were Young, Borderlines, The Open Road, Adrift, Patience, Ran Away, Beauty in the Light, Notions, Pictures |
| 2020 | Evermore                            | Singiel, raczej nie ma co opisywać                            | – |
| 2021 | Lonely Nights (feat. Priscilla Ahn) | Singiel                                                       | – |